# Bernardo Duarte Brandão
Bernardo Duarte Brandão, primeiro e único barão do Crato (Icó, 15 de julho de 1832 — Paris, 19 de junho de 1880) foi um riquíssimo proprietário de terras, senhor de escravos e político liberal brasileiro.
Gozava do prestígio que a aristocracia rural da qual fazia parte recebia no "feudo dos carcarás", na região de Icó, cujo chefe político era o coronel Francisco Fernandes Vieira, Barão e Visconde do Icó. Entre os liberais, fazia parte da ala "progressista" chefiada por Zacarias de Góis e Vasconcelos, e combatia a ala "histórica", chefiada pelo Senador Pompeu, que denunciava sua participação na corrupção policial do Icó.
Filho de Bernardo Duarte Brandão, formou-se em Direito, em 1854. Foi deputado provincial em duas legislaturas, além de vice-presidente da província do Ceará, depois deputado geral entre 1864 e 1870 (12ª e 13ª legislaturas).
Foi agraciado barão em 14 de setembro de 1866, aos 34 anos, devido ao seu grande poder econômico, gerado pela exploração de mão de obra escravizada em seu latifúndio no Icó.
Era oficial da Imperial Ordem da Rosa.
Em 14 de agosto de 1867, Senador Pompeu denunciou um roubo de aproximadamente 20 barris de pólvora num armazém de Icó, feito por escravizados a mando do Barão do Crato, assim como o roubo de 900$000 de uma loja, por um escravizado comandado por sua irmã, Margarida Duarte Brandão.